# Charles Reisner
Charles "Chuck" Reisner (14 de marzo de 1887 - 24 de septiembre de 1962) fue un director, actor y guionista cinematográfico de nacionalidad estadounidense, activo principalmente en los años 1920 y 1930.
Nacido en Minneapolis, Minnesota, su verdadero nombre era Charles Francis Riesner. Dirigió más de 60 filmes entre 1920 y 1950, actuando en más de 20 desde 1916 a 1929. Actuó junto a Charlie Chaplin en Vida de perro (1918) y The Kid (1921).
En 1930, bajo contrato con MGM, dirigió el filme Chasing Rainbows, un musical protagonizado por Bessie Love y Charles King.
Charles Reisner falleció a causa de un ataque cardiaco en La Jolla, California, en 1962.

## Filmografía

### Director
| - A Parcel Post Husband (1920) - A Champion Loser (1920) - Dog-Gone Clever (1920) - The Laundry (1920) - A Blue Ribbon Mutt (1920) - A Lyin' Tamer (1920) - Happy Daze (1921) - Simple and Sweet (1921) - His Puppy Love (1921) - Milk and Yeggs (1921) - Won: One Flivver (1921) - Stuffed Lions (1921) - The Greenhorn (1921) - Sunless Sunday (1921) - The Misfit Pair (1921) - The Pencil Pushers (1923) - Jollywood (1923) - Cracked Wedding Bells (1923) - So Long Sultan (1923) - The Man on the Box (1925) - Oh What a Nurse! (1926) - The Better 'Ole (1926) - The Fortune Hunter (1927) - What Every Girl Should Know (1927) - The Missing Link (1927) - Fools for Luck (1928) - Steamboat Bill, Jr. (1928) - Brotherly Love (1928) - Noisy Neighbors (1929) - China Bound (1929) - The Hollywood Revue of 1929 (1929) - Chasing Rainbows (1930) - Caught Short (1930) | - Love in the Rough (1930) - Jackie Cooper's Birthday Party (1931) - Reducing (1931) - Stepping Out (1931) - Politics (1931) - Flying High (1931) - The Christmas Party (1931) - Divorce in the Family (1932) - Whistling in the Dark (1933) - The Chief (1933) - You Can't Buy Everything (1934) - The Show-Off (1934) - Hollywood Party (1934) - Student Tour (1934) - The Winning Ticket (1935) - It's in the Air (1935) - Everybody Dance (1936) - Murder Goes to College (1937) - Sophie Lang Goes West (1937) - Manhattan Merry-Go-Round (1937) - Winter Carnival (1939) - Alex in Wonderland (1940) - Tienda de locos (1941) - This Time for Keeps (1942) - Harrigan's Kid (1943) - Meet the People (1944) - Lost in a Harem (1944) - Bus Pests (1945) - L'ultima cena (1948) - The Cobra Strikes (1948) - In This Corner (1948) - The Traveling Saleswoman (1950) |

### Actor
| - His First False Step (1916) - His Lying Heart (1916) - Vida de perro (1918) - A Day's Pleasure (1919) - The Kid (1921) - Simple and Sweet (1921) - His Puppy Love (1921) - Milk and Yeggs (1921) - Won: One Flivver (1921) - Stuffed Lions (1921) - The Misfit Pair (1921) - Rob 'Em Good (1923) - The Pilgrim (1923) - The Pencil Pushers (1923) | - Jollywood (1923) - Breaking Into Society, de Hunt Stromberg (1923) - Cracked Wedding Bells (1923) - So Long Sultan (1923) - Her Temporary Husband (1923) - Winning His Way (1924) - Fight and Win (1924) - A Self-Made Failure (1924) - So This Is Paris (1924) - All's Swell on the Ocean (1924) - Bring Him In (1924) - The Title Holder (1924) - Justice of the Far North (1925) - The Man on the Box (1925) |

### Guionista
| - Dog-Gone Clever (1920) - The Laundry (1920) - A Blue Ribbon Mutt (1920) - A Lyin' Tamer (1920) - Happy Daze (1921) - Simple and Sweet (1921) - His Puppy Love (1921) - Milk and Yeggs (1921) - Won: One Flivver (1921) - Stuffed Lions (1921) - The Greenhorn (1921) | - The Misfit Pair (1921) - The Pencil Pushers (1923) - Jollywood (1923) - Cracked Wedding Bells (1923) - So Long Sultan (1923) - The Better 'Ole (1926) - The Missing Link (1927) - Chasing Rainbows (1930) - Flying High (1931) - Tombstone: The Town Too Tough to Die (1942) |